# Мішель Бурбон-Пармський
Мішель Бурбон-Пармський (фр. Michel de Bourbon-Parme), повне ім'я Мішель Марі Ксавьє Вальдемар Георг Робер Карл Еймар Бурбон-Пармський (фр. Michel Marie Xavier Waldemar Georg Robert Karl Eymar de Bourbon-Parme), 4 березня 1926 — 7 липня 2018) — представник династії Пармських Бурбонів із французьким громадянством, син принца Парми Рене та данської принцеси Маргрете.
Ветеран Другої світової війни та Першої індокитайської війни, учасник операції «Джедбург».
Автогонщик. Брав участь у перегонах 24 години Ле-Мана, Targa Florio, Tour de France automobile та 1000 км від Парижу. Тривалий час працював у компанії Zodiac Marine & Pool. Автор кількох книжок.

## Біографія

### Ранні роки
Мішель народився 4 березня 1926 року у Парижі. Він є третьою дитиною та другим сином принца Парми Рене та данської принцеси Маргрете. Батько був натуралізованим громадянином Франції та волів аби усі його діти були народжені на французькій землі. Мав старшого брата Жака та сестру Анну, а також молодшого брата Андре. Від серпня 2016 року є єдиним з них, що нині живе.
Родина мешкала у Парижі, на два літні місяці виїжджаючи до Данії, на батьківщину матері. Там вони навідували діда Вальдемара у палаці Бернсторф. Мішель вільно володів французькою, англійською та данською мовами.
У 1940 році сімейство виїхало до Іспанії, звідти емігрувавши через Португалію до США. За власними спогадами принца, він був «переповнений емоціями, коли побачив Статую Свободи, та був вражений хмарочосами Манхеттена.» Із молодшим братом був відправлений до школи єзуїтів у Монреалі, аби продовжити навчання французькою мовою. Одного разу, захищаючи Андре, принц штовхнул одного з єзуїтів, через що їм заборонили їхати додому на Різдво. Хлопці самовільно втекли до Нью-Йорку на автобусі і до школи більше не поверталися. Мішель протягом року працював у експортній компанії.

### Служба в армії
У віці 17 років, з дозволу батька, вступив до лав армії США у чині лейтенанта. Закінчив базову підготовку у Форт Беннінг, штат Джорджія. Там був завербований Управлінням стратегічних служб.
У рамках операції «Джедбург», в ніч на 9 червня 1944 року був десантований в Оріяку у складі групи, яка складалася з нього, майора Макферсона та сержанта Брауна. Головним був призначений шотландець Макферсон. Перед вильотом принц отримав кілька спеціальних приладів, які вразили його своєю винахідливістю. Згодом він класифікував їх як знаряддя Джеймса Бонда. Між іншими, серед них був олівець, начинений кулями.
Група мала для встановити зв'язок із загоном опору на чолі з Бернаром Курнілом та разом з ними займатися саботажем.
Зустрівшись із французами, загін вже наступної ночі висадив у повітря залізничний міст на лінії Оріяк—Мор. Після цього ними був замінований шлях, яким мала рухатися 2-га танкова дивізія СС «Дас Райх». Група із бійцями руху Опору затримала просування дивізії на 6 днів. Згодом вони перейшли до атак на автомобільні й залізничні маршрути між Бривом і Монтобаном, зрештою, домігшись 1 липня повної зупинки залізничного сполучення між Каором і Суяком. Після південно-французької операції масштаб і успішність подібних дій тільки збільшилися. Одного разу у Ле-Ліорані, Макферсон зі своїми людьми висадили в повітря залізничний міст і на кілька днів заблокували в тунелі близько 300 німців і 100 членів колабораціоністської міліції.
Загін знищив або захопив у полон багато німецьких військовослужбовців, паралельно підриваючи мости і рейки, здійснюючи засідки проти військових конвоїв. Група діяла під прикриттям ландшафту місцевості, а радист Браун мав постійний контакт з Лондоном і надавав Макферсону необхідні розвіддані, завдяки чому група могла здійснювати по три операції на тиждень. Мішель описував один із звичайних епізодів того часу про зустріч із озброєною цивільною особою:
«Я почув постріл і повернувся, аби побачити хто стріляв. Куля пройшла через мою кишеню та гаманець, але не зачепила ногу».
Після звільнення Франції союзними військами, принц був переведений до Індокитаю, де мав боротися проти В'єтміня. Ханой на той час був вже захоплений його прибічниками. Парашутна висадка відбулася 28 серпня 1945 року. Того ж дня весь загін з шести осіб був узятий в полон, де утримувався 11 місяців. Табір військовополонених знаходився у джунглях. Мішель робив кілька спроб утечі. Після звільнення демобілізувався з армії.

### В мирний час
Почав працювати у компанії Zodiac Marine & Pool. Вів переговори про укладення контрактів для французьких компаній із шахом Ірану Резою Пахлеві. У 1951 році у віці 25 років Мішель одружився із 23-річною принцесою Іоландою де Брольї-Ревель, яка є нащадком маршала Франції Віктора-Франсуа де Брольї. Цивільна церемонія укладення шлюбу пройшла 23 травня 1951 у Парижі. Вінчання відбулося на тридцяту річницю його батьків, 9 червня 1951, у Шайо. У пари народилося п'ятеро дітей.
У 1964 році почав брати участь у автоперегонах. У 1964 та 1965 роках став учасником перегонів Targa Florio на Сицилії, де пілотував Ferrari 250 GTO і виступав за швейцарську команду Scuderia Filipinetti. Його напарником обидва рази був Клод Бурійо. Першого разу вони пройшли усю дистанцію та стали десятими у загальному заліку та четвертими у своєму класі. Вдруге їм вдалося подолати два кола дистанції, після чого екіпаж зійшов. Переможцями тоді стали італійці Ніно Вакарелла та Лоренцо Бандіні.
За два місяці після першої спроби у Targa Florio, Мішель узяв участь у перегонах 24 години Ле-Мана. Він пілотував René Bonnet Aérodjet разом з Робертом Бухардом. Через поламку коробки передач фінішу дістатися вони не змогли. Переможцями стали Жан Ґіше та Ніно Вакарелла. Більш успішними для Мішеля стали перегони Tour de France для автомобілів у вересні, де під дощем його Ferrari 250 GTO стала другою. Напарником принца був той самий Жан Ґіше, який виграв Ле-Ман, і ці минулорічні перегони.
У 1965 році Мішель мав знову спробувати свої сили в Ле-Мані, на цей раз пілотуючи Ferrari 275 GTB разом з Робертом Блуаном, проте з певних причин участь в гонці не відбулася. Та сама участь спіткала і 1000 км Нюрбургрингу, коли гонщики були заявленими, але не прибули.
Наступного року він все ж таки стартував у 24 годинах Ле-Мана на Ferrari 275 GTB із напарником Джампьєтро Біскальді. Втім, екіпаж був змушений зійти з дистанції через відмову зчеплення. У жовтні 1966 Мішель на Porsche 906 мав виступати на перегонах 1000 км від Парижу разом із пілотесою Енні Суебо. Однак, старт їм зарахований не був. Влітку він також оформив роздільне проживання із дружиною.
У 1967 році Мішель був присутнім на Гран-прі Монако Формули-1, коли сталася аварія Лоренцо Бандіні на 82 колі, і допомагав маршалам витягати його з кокпіту.
На початку 2000-х принц придбав будинок у Палм-Біч. З того часу ділить своє проживання між Флоридою та Нейї-сюр-Сен. Займається плаванням та грає в гольф. Із життям в Америці полюбив футбол та бейсбол, а також телешоу. Буваючи у Палм-Біч, двічі на місяць зустрічається с друзями, аби поговорити про тогочасність та сьогодення. Товариші відзначають його неймовірне почуття гумору, зайнятість та позитивне ставлення до життя. Перебуває у другому шлюбі.

## Родина

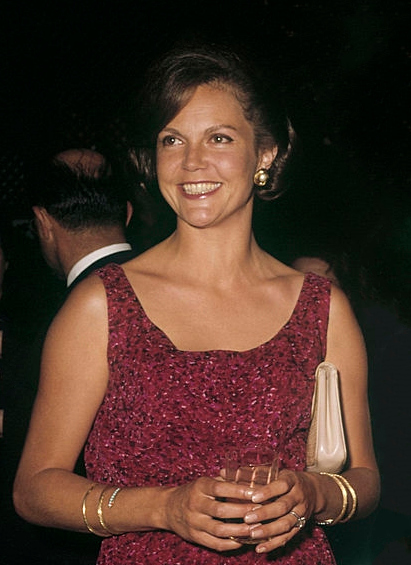
Марія Пія Савойська у 1963 році

Дружина — Іоланда де Брольї-Ревель
Діти:
- Інес (1952—1981) — одружена не була, мала позашлюбну доньку, померла у 29 років від передозування наркотиків у Лондоні;[12]
- Ерік (1953—2021) — був одруженим із графинею Лідією Гольштейн-Ледреборг, мав п'ятеро дітей;
- Сибілла (нар. 1954) — дружина Крейга Річардса, дітей не має;
- Вікторія (1957—2001) — була двічі заміжня, мала двох дітей;
- Шарль-Емануїл (нар. 1961) — одружений з Констанс де Равінель, має четверо дітей;

Подружжя розділилося 26 червня 1966 року.
У 1970-х Мішель мав роман із ровесницею його дітей Лаурою Ле Бурже, яка народилася у 1950 році у Стокгольмі. Від цих стосунків принц має позашлюбну доньку:
- Амелія (нар. 1977) — письменниця, дружина князя Ігоря Богданова,[13] має двох синів.

5 червня 1997 року вона була офіційно визнана та вдочерена батьком.
19 грудня 1983 року Мішель воз'єднався у шлюбі із Іоландою. Втім, у 1999 році вони розлучилися.
Дружина — італійська принцеса Марія Пієя Савойська.
Спільних дітей у подружжя немає.

## Нагороди
- Орден Почесного легіону (Франція);
- Круа-де-Герр (Франція);
- Воєнний Хрест (Велика Британія).